# Datis
Datis eller Datos var en medisk amiral som tjänade perserna under Dareios I. Han är mest känd för att ha delat befälet med Artafernes under de persiska krigens första fälttåg.
Datis var en av de persiska befälhavare, som bar ansvaret för belägringen av Naxos och plundringen av Eretria 490 f.Kr. Han var också ledare för den persiska anfallsstyrkan i slaget vid Marathon samma år. Ktesias från Knidos hävdar att Datis stupade vid Marathon, vilket dock inte går ihop med Herodotos tidigare slutsats att Datis överlevde slaget.
Datis kallades ursprungligen att tjänstgöra tillsammans med Artafernes under den grekiska invasionen, eftersom Dareios I hade bestämt sig att tillfälligtvis avlägsna Mardonios från militärtjänst, på grund av en skada han hade ådragit sig under det thrakiska fälttåget.